# Yoshitomo Nara
Yoshitomo Nara (奈良 美智, Nara Yoshitomo, nascido em 5 de Dezembro de 1959 em Hirosaki, Japão) é um artista pop japonês contemporâneo. Ele atualmente mora e trabalha em Tóquio, embora seu trabalho seja exposto no mundo todo. Nara recebeu seu B.F.A.  (1985) e M.F.A.  (1987) da Universidade de Belas Artes e Música do Distrito de Aichi . Entre 1988 e 1993, Nara estudou no Kunstakademie Düsseldorf , na Alemanha. Nara teve quase 40 exposições individuais desde 1984. Ele é representado em Nova York por Marianne Boesky Gallery e em Los Angeles por Blum & Poe.

## Trabalhos de arte
Nara se tornou conhecido no mundo da arte durante o movimento da Arte pop dos anos 1990, no Japão. Suas esculturas e pinturas são aparentemente simples, a maioria dos trabalhos parecem, à primeira vista, ingênuos: geralmente crianças e animais em tons pasteis que lembram cartoons, com poucos elementos ou nada no fundo. Mas essas crianças que parecem belas e vulneráveis, às vezes têm braços que parecem facas e cerrotes. Seus olhos arregalados demonstram o que pode ser apenas irritação por terem sido acordadas ou manifestação de raiva mesmo.
Nara, entretanto, não vê suas facas e cerrotes com sentido de agressão.

## Influências
O Mangá e o Anime de sua infância nos anos 1960 são ambos claras influências no estilo das figuras de olhos grandes de Nara.